# Esercito partico
L'esercito partico nacque attorno alla metà del III secolo a.C. e durò fino al 224 d.C. con l'avvento della dinastia dei Sasanidi che si sostituirono a quella dei Parti arsacidi.

## Contesto storico
Dal 311 a.C. la Partia divenne parte dell'Impero seleucide, venendo governata da vari satrapi. Lo scarso interesse, però, di questi monarchi per i territori orientali si concretizzò subito nello spostamento della capitale da Seleucia al Tigri, in Mesopotamia, ad Antiochia, in Siria, accentuando quindi la divisione tra l'elemento greco e quello persiano dell'impero. Ne approfittarono alcuni satrapi delle province più orientali, Partia e Battriana, che si resero indipendenti. E così Andragora, che fu l'ultimo satrapo seleucide della provincia di Partia, approfittò del fatto che i Seleucidi erano impegnati in un conflitto con l'Egitto per ottenere l'indipendenza dall'Impero seleucide (attorno al 253 a.C.). Quindici anni più tardi, la tribù nomade scitico-iranica dei Parni, guidata dal loro re Arsace I, invase la Partia e rovesciò Andragora nel 238 a.C., impadronendosi del potere centrale.
(Giustino, xli. 4)
Una spedizione seleucide contro di loro si risolse in un disastro che consentì ai Parni di conseguire il controllo dell'Ircania. E sembra che il primo re dei Parti (come furono da allora chiamati i Parni) fu il già citato Arsace I, che stabilì la capitale a Hecatompylos. Nel 209 a.C. il re seleucide Antioco III invase la Partia in 209 a.C. e ne occupò la sua capitale. Il re parto Arsace II firmò un trattato di pace in cui i Parti, oltre a riconoscere la supremazia dei re seleucidi, si impegnavano anche a pagare un tributo come vassalli.
Dopo la morte di Antioco III, i Parti avviarono una nuova fase di espansione. Mitridate I di Partia conquistò il regno di Battriana e si volse quindi a ovest conquistando la Mesopotamia (141 a.C.), la Media e l'Elam (138 a.C.). Nel 139 a.C. catturò addirittura il monarca seleucide Demetrio II Nicatore, tenendolo in prigionia per 10 anni. I decenni successivi videro l'esercito dei Parti ingrandirsi sempre più, adottando anche tecniche maggiormente difensive, visto che a partire dal 130 a.C. circa, subirono numerose invasioni da parte dei nomadi Sciti, nel corso delle quali i re Fraate II e Artabano I vennero successivamente uccisi.
A partire però dagli anni 90, i Parti cominciarono a conoscere il nemico occidentale contro il quale avrebbero guerreggiato per quasi tre secoli. La guerra tra la Repubblica romana ed Antioco III aveva infatti segnato l'inizio di una nuova fase, in cui Roma sottomise, una dopo l'altra le grandi potenze mediterranee (da Cartagine, al regno di Macedonia), confrontandosi prima con l'Oriente dei Seleucidi, un secolo e mezzo più tardi con quello dei Parti.
Nel 92 a.C. si assistette, infatti, ad un avvenimento storico per quell'epoca. La Repubblica romana ed il grande Impero dei Parti vennero a contatto in modo del tutto pacifico. Una delegazione inviata dal sovrano parto, Mitridate II, si incontrò sulle rive dell'Eufrate con il pretore Lucio Cornelio Silla, governatore della nuova provincia di Cilicia.
(Plutarco, Vita di Silla, 5.)
Questo primo incontro fissò sull'Eufrate il confine tra i due imperi.
Nel decennio 70-60 a.C. il nuovo re dei Parti, Fraate III, approfittando della guerra tra Roma ed il Regno del Ponto ed Armenia, riuscì ad annettere diversi territori perduti in precedenza. Fece, però, l'errore di appoggiare Tigrane II contro il generale romano, Lucio Licinio Lucullo, e per poco non scatenò una guerra contro Roma, se le legioni romane non si fossero rifiutate di seguire il loro generale. Si racconta infatti che, dopo la battaglia di Tigranocerta del 69 a.C., che vide il proconsole romano vincitore su Tigrane e Mitridate, Lucullo venne a sapere che Fraate III, sovrano dei Parti, aveva offerto la propria amicizia sia a Lucullo, sia ai re di Armenia e Ponto, suoi avversari, decidendo comunque di non aiutare nessuno di loro. Gli accordi tra Fraate e Tigrane prevedevano, quindi, un'alleanza in cambio della cessione della Mesopotamia al parto. Lucullo, non perse, quindi, tempo e decise di marciare contro i Parti. Egli cercava fama e gloria in questa sua nuova impresa, che lo vedeva così impegnato contro tre importanti regni orientali contemporaneamente: Ponto, Armenia e Partia. Ma le armate romane, ormai stanche, si ribellarono agli ordini del proconsole e lo costrinsero a far ritorno nei territori romani. Da qui ai prossimi tre secoli le forze armate romane e partiche si scontrarono continuamente con alterne fortune.

## Struttura unità
L'Impero dei Parti non disponeva di un esercito permanente, sebbene fossero in grado di arruolarne uno in modo assai rapido in momenti di gravi crisi. C'era però una guardia permanente personale del sovrano, composta anche di nobili, servi e mercenari, ma tale corpo era molto esiguo.
Le guarnigioni erano invece permanenti e mantenute in forti ai confine del Regno. Alcune iscrizioni partiche rivelano i titoli dati ai loro comandanti in queste località. Le forze militari erano anche usate per scopi diplomatici. Per esempio quando degli ambasciatori cinesi visitarono la Partia nel tardo II secolo a.C., si stabilì che 20.000 cavalieri fossero inviati alla frontiera orientale per fare da scorta agli ambasciatori, benché tale notizia sembra esagerata nel numero di soldati utilizzati per la scorta.

### Cavalleria catafratta
La forza principale della potenza militare della Partia erano i cavalieri catafratti, vale a dire cavalieri armati in modo pesante con cavalli anch'essi ricoperti di maglie di ferro. I cavalieri catafratti erano equipaggiati con lunghe lance per sfondare le linee nemiche, come pure di archi e frecce.
Il costo di queste armature, essendo molto elevato e sofisticato, doveva essere ricercato solo tra la nobiltà dei Parti. In cambio di questo servizio, il sovrano si impegnava a dare loro maggiore autonomia a livello locale rispetto al potere centrale della casata degli Arsacidi.

### Cavalleria leggera con arcieri
La cavalleria leggera era invece reclutata tra le classi comuni ed era per lo più costituita da arcieri a cavallo. Essi indossavano una semplice tunica e pantaloni in battaglia. Usavano quindi un arco composta, ed erano estremamente abili nel lanciare le loro frecce sia cavalcando sia anche quando si ritiravano. Questa era un tecnica tutta particolare, che diede non pochi problemi tattici alle fanterie avversarie, comprese quelle dei Romani (cfr. guerre romano-partiche).

### Fanteria
Le forze invece di fanteria leggera erano composte di uomini comuni arruolati di anno in anno o di mercenari, ed erano utilizzate per disperdere i nemici dopo le cariche di cavalleria.

## Tattica
Durante la terza guerra mitridatica parteciparono a fianco delle armate armene di Tigrane II, alcuni reparti di cavalleria "leggara" dei Mardi, che combattevano in modo analogo ai vicini Parti come ci racconta Cassio Dione Cocceiano:
(Cassio Dione Cocceiano, Storia romana, XXXVI, 5.1-2.)
Questa la descrizione che ne fa Cassio Dione Cocceiano in occasione del primo vero scontro con i Romani del 53 a.C.:
(Cassio Dione Cocceiano, Storia romana, XL, 15.2.)

## Dimensione

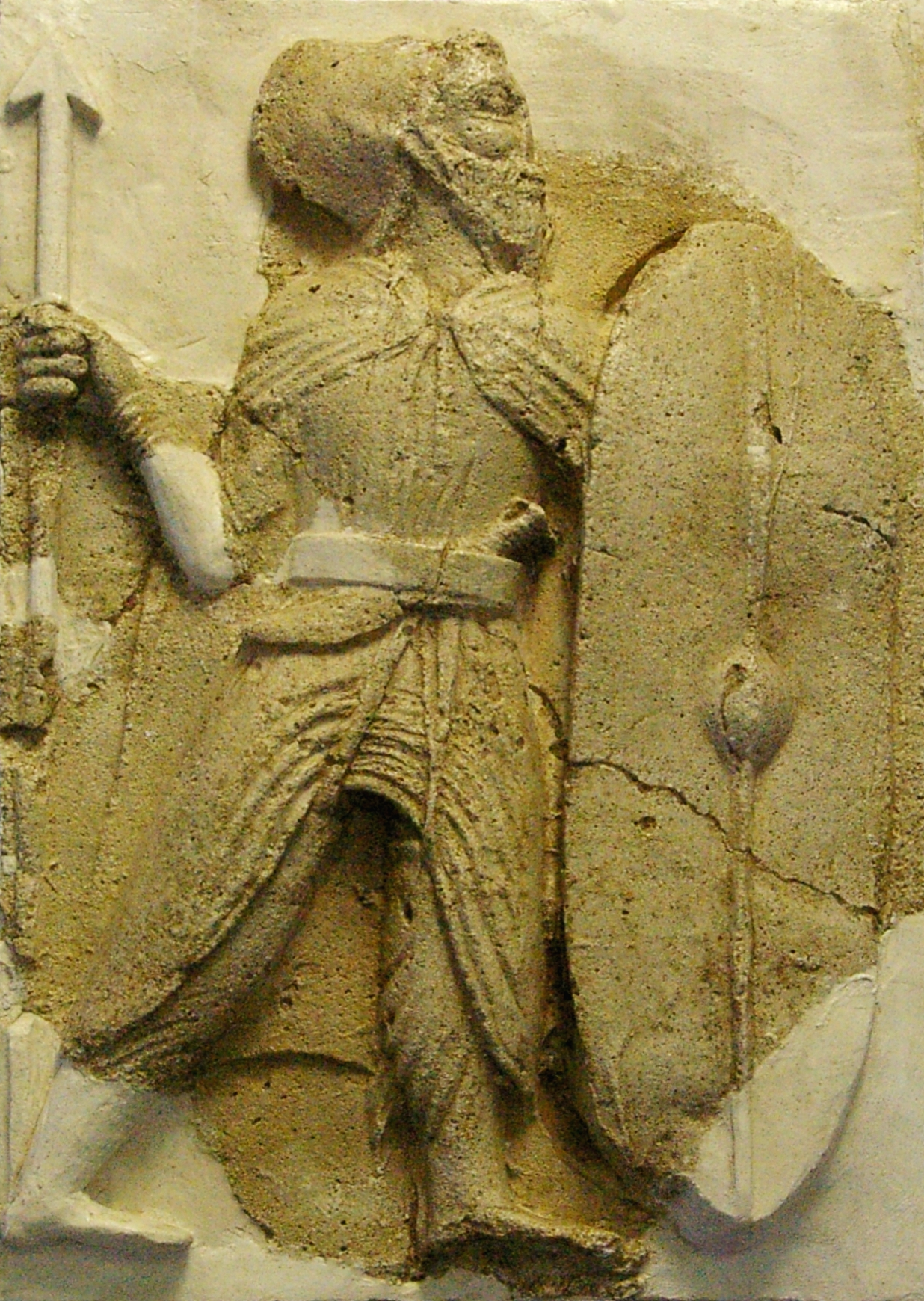
Rilievo di un fante dei Parti, dalle mura di Zahhak, nella Azerbaigian Orientale in Iran.

L'ordine di grandezza dell'esercito partico è sconosciuta, come pure la popolazione complessiva dell'intero Regno. Comunque dai rilevamenti archeologici recenti, sembra che alcuni centri urbani potevano contenere una popolazione di larghe dimensioni, come pure un buon numero di uomini atti alla guerra in caso di necessità. Tanto che popolosi centri partici come la stessa Babilonia furono in passato di grande attrattiva da parte dei Romani, le cui armate potevano così permettersi di vivere della terra occupata.